# 훈사

훈사관

훈사(독일어: Edler 에들러[ˈeːdlɐ][*])는 오스트리아-헝가리 제국의 최하위 귀족 작위다. 1919년까지 존재했다. 작위가 없는 신사의 위이며 기사의 아래다. 여성형은 훈사부인(독일어: Edle 에들레[*])이라고 한다. 주로 공무원이나 장교들에게 봉읍 없는 작위로서 수여되었다.